# Guía de Isora (kommunhuvudort)
Guía de Isora är en kommunhuvudort i Spanien.   Den ligger i provinsen Provincia de Santa Cruz de Tenerife och regionen Kanarieöarna, i den sydvästra delen av landet, 1 800 km sydväst om huvudstaden Madrid. Guía de Isora ligger 594 meter över havet och antalet invånare är 20 536. Den ligger på ön Teneriffa.
Terrängen runt Guía de Isora är kuperad åt sydväst, men åt nordost är den bergig. Havet är nära Guía de Isora åt sydväst.Runt Guía de Isora är det ganska tätbefolkat, med 185 invånare per kvadratkilometer. Närmaste större samhälle är Arona, 15,7 km sydost om Guía de Isora. Omgivningarna runt Guía de Isora är i huvudsak ett öppet busklandskap.